# Anton Pampushnyy
Anton Gennadjewitsch Pampuschny (russisch Антон Геннадьевич Пампушный, wiss. Transliteration Anton Gennad'evič Pampušnyj; * 5. Mai 1982 in Zelinograd, Oblast Zelinograd, Kasachische SSR, UdSSR) ist ein russischer Schauspieler.

## Leben
Pampushnyy wurde in Zelinograd, mittlerweile Astana, der heutigen Hauptstadt von Kasachstan, geboren. Pampushnyy ist seit 2007 mit der deutschen Schauspielerin Monika Gossmann verheiratet und lebt unter anderen in Berlin. Er wohnt abwechselnd in Deutschland und Russland und spricht neben seiner Muttersprache Russisch Deutsch und Englisch.
Sein Filmdebüt gab er 2008 in dem Historienfilm Alexander der Kreuzritter, wo er die titelgebende Hauptrolle verkörperte. Für seine Leistung wurde er auf dem NOAH'S Ark Internationales Filmfestival 2008 in der Kategorie Bester Schauspieler ausgezeichnet. Nach verschiedenen Mitwirkungen in russischen Film- und Fernsehproduktionen folgte 2015 eine Rolle in der deutschen Filmproduktion Mädchen im Eis. Im selben Jahr hatte er eine Nebenrolle im Tatort Hinter dem Spiegel inne, verkörperte in vier Episoden der Fernsehserie Komm schon! die Rolle des Marc und war auch in der russischen Miniserie Stepmother's Tales zu sehen. 2017 besetzte er eine der Hauptrollen im Spielfilm Guardians. Er spielte 2017 in der Filmreihe Ein starkes Team und 2019 in Wilsberg mit. Im selben Jahr folgte eine Besetzung in Coma. Seit 2020 spielt er in der serbischen Fernsehserie Balkanska medja mit.

## Filmografie
- 2008: Alexander der Kreuzritter (Александр. Невская битва)
- 2009: Kapkan dlya killera (Капкан для киллера)
- 2009: Minnesota (Миннесота)
- 2010: Baby House (Dom malyutki/Дом малютки) (Fernsehfilm)
- 2011: Na solnechnoy storone ulitsy (На солнечной стороне улицы) (Fernsehserie)
- 2011: I’ll Be Waiting (Ya dozhdus/Я дождусь) (Miniserie)
- 2011: Realnaya skazka (Реальна казка)
- 2011: Poslednee delo Kazanovy (Последнее дело Казановы) (Fernsehfilm)
- 2013: Poor Liz (Bednaya Liz/Бедная Liz) (Fernsehfilm)
- 2013: Zhizn posle zhizni (Жизнь после жизни) (Fernsehfilm)
- 2013: Pandora (Пандора) (Fernsehserie)
- 2013: Mstitel (Fernsehserie, 4 Episoden)
- 2015: Mädchen im Eis
- 2015: Tatort: Hinter dem Spiegel (Fernsehfilm)
- 2015: Komm schon! (Fernsehserie, 4 Episoden)
- 2015: Stepmother’s Tales (Skazki machekhi/Сказки мачехи) (Miniserie, 4 Episoden)
- 2017: Guardians (Защитники)
- 2017: Ein starkes Team: Treibjagd (Fernsehfilm)
- 2017: Der 7. Tag (Fernsehfilm)
- 2019: The Balkan Line (Balkanskiy rubezh/Балканский рубеж)
- 2019: Coma (Кома)
- 2019: Wilsberg: Schutzengel
- 2019: Balkan Line
- 2020: Coma (Кома) (Kurzfilm)
- 2022: Tom Clancy’s Jack Ryan (Fernsehserie)
- 2025: Mord in Wien – Der letzte Bissen (Fernsehreihe)

## Auszeichnungen
- 2008: NOAH`S Ark Internationales Filmfestival, Bester Schauspieler für die Rolle des Alexander in Alexander der Kreuzritter